# Stazione di Morbegno
Stazione di Morbegno vasútállomás Olaszországban, Lombardia régióban, Morbegno településen.

## Vasútvonalak
Az állomást az alábbi vasútvonalak érintik:
- Tirano–Lecco-vasútvonal

## Kapcsolódó állomások
A vasútállomáshoz az alábbi állomások vannak a legközelebb:
- Stazione di Cosio-Traona
- Stazione di Talamona